# Nagua
Nagua je glavno mesto province María Trinidad Sánchez na severovzhodu Dominikanske republike.
Gospodarstvo tega srednje velikega mesta se zanaša predvsem na kmetijstvo, natančneje gojenje riža, kokosov in kakavovih zrn. Ob mestu, ki leži na severnem delu Samanskega polotoka, teče avtocesta Puerto Plata-Samaná.
Pretežen del mesta leži pod gladino morja. Nekateri menijo, da je zaradi tega zelo poplavno ogroženo mesto in da bi lahko ob visokih vodah bil uničen precejšnji del mesta. Kot primer tovrstnega uničenja se navaja sosednje mesto Matanza, ki je bilo med Trujillevo diktaturo leta 1946 popolnoma uničeno, po tem ko je potres s stopnjo 8,0 po Richterjevi lestvici povzročil obsežne poplave. Večina prebivalcev Matanze se je takrat preselila na območje današnje Nague. Danes tik ob južni meji mesta leže ostanki bivše Matanze, mestece po imenu Matancita.

## Zanimivost
- Metalec Ubaldo Jiménez, trenutno član ekipe Cleveland Indians, je bil rojen tukaj.